# Lützowsches Freikorps
Il Lützowsches Freikorps (pronuncia tedesca: /ˈlʏtsoːʃəs ˈfʁai̯koːɐ̯/) fu una forza militare volontaria dell'esercito prussiano attivo durante le guerre napoleoniche. Prese il nome dal suo comandante, Adolf von Lützow. I suoi membri erano comunemente noti come Lützower Jäger o Schwarze Jäger (cacciatori neri).

## Origini
L'unità venne ufficialmente fondata nel febbraio 1813 col nome di Königlich Preußisches Freikorps von Lützow ("Freikorps reale prussiano von Lützow"). Lützow, che era stato ufficiale dello sfortunato Ferdinand von Schill, ottenne dal capo di stato maggiore tedesco Gerhard von Scharnhorst il permesso di organizzare un freikorps di Jäger (letteralmente "cacciatori") di fanteria, cavalleria e tirolesi da utilizzare per la guerriglia combattuta dietro le linee francesi. I volontari provenivano da tutta la Germania (compresa l'Austria) per combattere contro Napoleone Bonaparte. Si sperava che questo reclutamento generalizzato avrebbe permesso di trasformare i piccoli governi tedeschi in ranghi degli Alleati.
Si pensa che il freikorps fosse composto soprattutto da studenti ed accademici, mentre in realtà questi rappresentavano non più del 12% della forza complessiva, composta in prima parte da artigiani ed operai. Oltre al famoso drammaturgo e poeta sassone Carl Theodor Körner, il korps includeva anche accademici, scrittori ed altri personaggi famosi, come Georg Friedrich Kersting, Friedrich Friesen, Joseph Freiherr von Eichendorff e Friedrich Ludwig Jahn. Anche il professore Friedrich Fröbel, che in seguito avrebbe sviluppato il concetto di Scuola dell'infanzia, apparteneva al Lützowsches Freikorps. Almeno due donne, Eleonora Prochaska e Anna Lühring, si arruolarono travestendosi.
I tirolesi, i cui capi Jakob Riedl e Joseph Ennemoser avevano combattuto con Andreas Hofer per la liberazione del Tirolo fin dal 1809, si unirono al Lützowsches Freikorps dopo l'armistizio dell'estate 1813.

## Uniformi

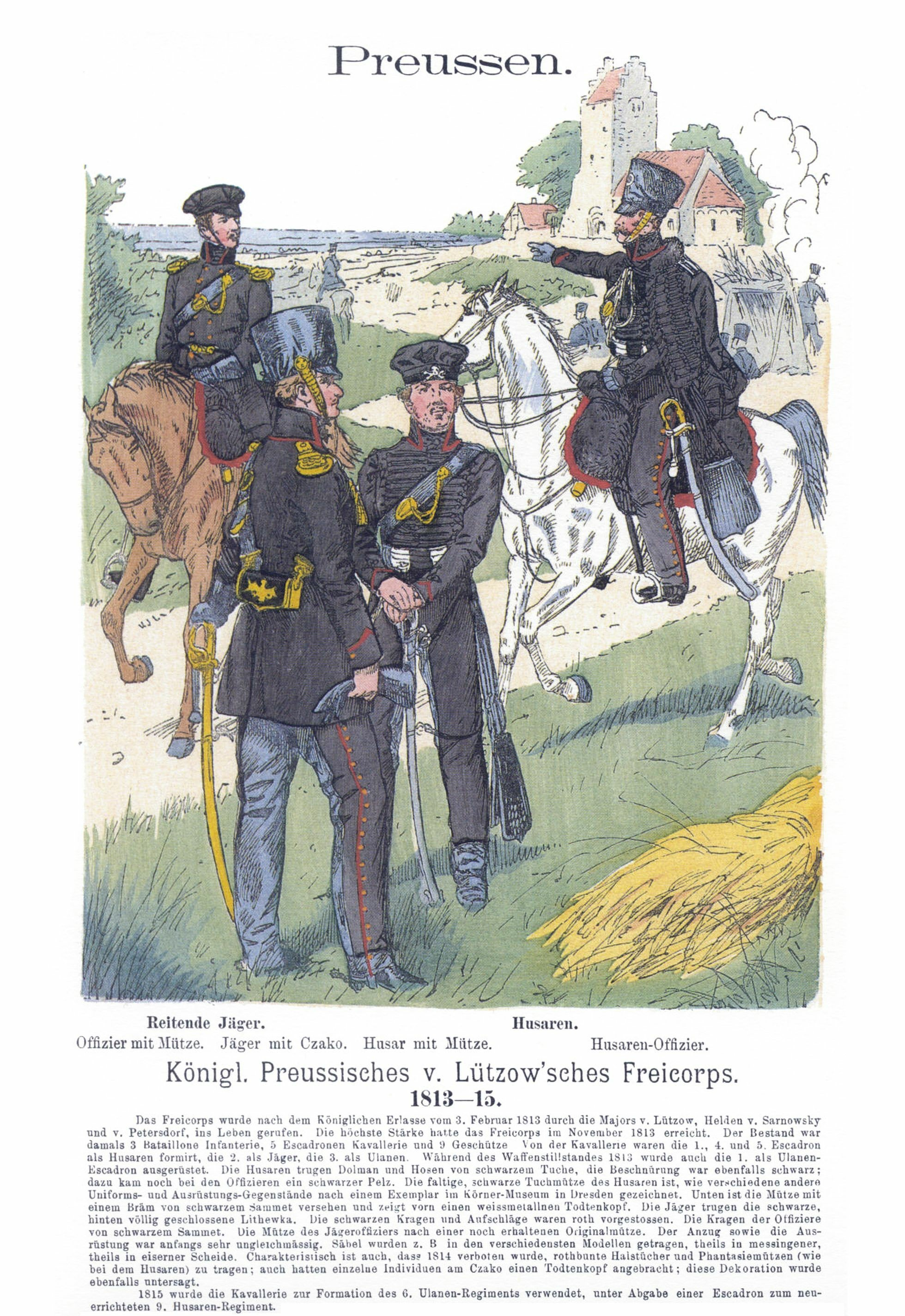
Uniformi del freikorps: Jäger ed Ussari. Illustrazione tratta dallUniformenkunde di Richard Knötel

Dato che il regno di Prussia aveva già avuto problemi nel finanziamento e nell'equipaggiamento delle sue forze regolari, i volontari avrebbero dovuto organizzarsi in modo autonomo per l'acquisto del materiale. Spesso venivano semplicemente tinti abiti civili o vecchie uniformi, ed a volte addirittura le uniformi nemiche raccolte come bottino di guerra. Fu scelto il nero come colore per le uniformi invece del solito blu di Prussia, dato che le tinture degli abiti con il blu avrebbe portato ad un'accozzaglia di colori diversi. La qualità del materiale lasciava spesso a desiderare.
Per simili motivi economici fu scelto un cappotto da trincea, il cosiddetto litewka o redingote polacco con doppiopetto e senza taglio sulla coda, per i distaccamenti di fanteria e fucilieri, in seguito esteso all'artiglieria. La giacca era nera, così come i pantaloni, con finimenti rossi lungo il colletto, i polsini, le spalline e sul davanti per indicare il grado. Le uniformi degli ufficiali avevano finiture in velluto. Sulla parte anteriore della giacca, otto bottoni a sbalzo in ottone erano disposti su due righe verticali.
I volontari con particolari capacità erano raggruppati in speciali unità con differenti uniformi. Ussari e lancieri (Ulani) indossavano giacche dolman, spesso originarie dei loro precedenti reparti, dipinte di nero. Ussari e lancieri vestivano solo bianco e nero, mentre il rosso era vietato. Le uniformi degli ufficiali avevano cordoni d'argento invece di bianchi, ed erano decorati con pellicce nere. Lo stesso Lützow indossava un uniforme ussara nera.

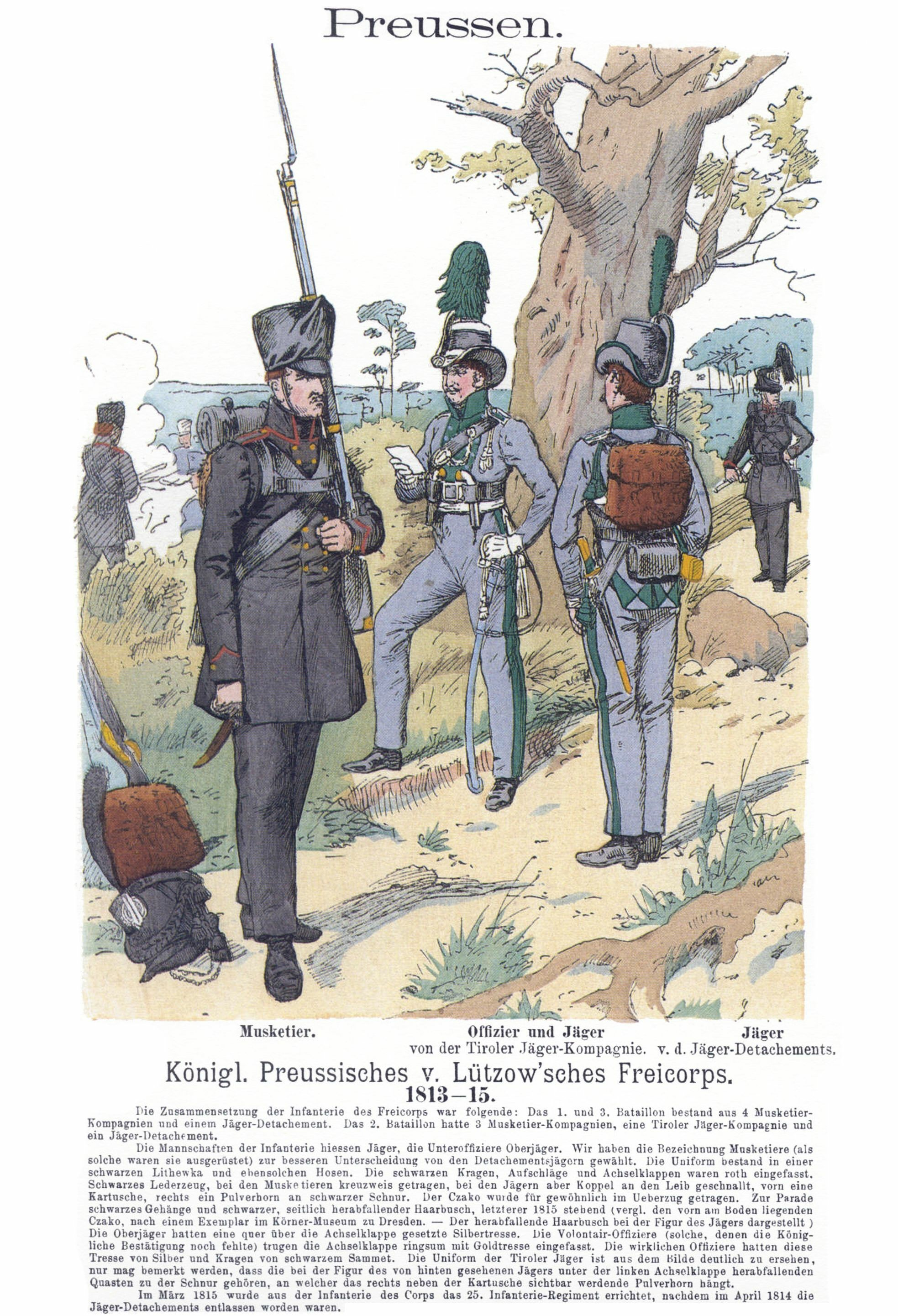
Uniformi dei freikorps: moschettiere e Jäger. Illustrazione tratta dallUniformenkunde di Richard Knötel

I Jäger tirolesi mantennero la loro precedente uniforme, grigia con del verde sul davanti.

### Copricapi
Essendo le uniformi improvvisate, i copricapi indossati dal freikorps erano molto vari. Quello dei fanti corrispondeva a quello degli uomini di Schill del 1809, composto da uno sciaccò nero con un fermaglio ed un cordone con nappa laterale. La cavalleria indossava uno shakò di feltro (forse a causa delle scarse risorse, alcuni erano fatti di cartone) con treccia e nappa nero-gialla. Spesso venivano ricoperti con una tela cerata nera come protezione dal maltempo. Durante le parate la cavalleria indossava una nappa di crine di cavallo ed un cordone neri. I tirolesi continuarono a vestire gli alti cappelli piumati tipici della loro regione.
In più alcuni volontari sfoggiavano baschi. Spesso disobbedendo agli ordini, apponevano al copricapo il simbolo del corpo studentesco. Nei primissimi tempi del korps, Lützow ed altri indossavano un teschio sul copricapo (allo stesso modo dello Schwarze Schar di Federico Guglielmo di Brunswick), finché non fu vietato tramite comando reale.

## Combattimento
Il Lützowsches Freikorps si distinse dal grosso dell'esercito per il fatto di essere un corpo volontario, i cui membri erano notevoli per energia e intraprendenza. A differenza di molti eserciti regolari, la loro lealtà era per la Germania intera piuttosto che per la Prussia degli Hohenzollern. Molti di loro aveva giurato di non tagliarsi capelli e barba finché non fossero riusciti a scacciare i francesi dal suolo tedesco. Nonostante tutto, ebbero la maggior percentuale di diserzioni dell'intero esercito prussiano, e furono trattati con freddezza dal re (che era tutto fuorché un fervente nazionalista, e preferiva i propri regolari), e fecero poco in termini di successi militari.
La forza media del korps nel corso della guerra fu di 2900 fanti, 600 cavalieri e 120 artiglieri. Combatterono molte battaglie, operando inizialmente in modo indipendente nella retroguardia francese, per poi diventare un'unità regolare dell'esercito alleato. I Lützowsches mostrarono grande valore per il resto della guerra, e si dimostrarono essere fonte di costante fastidio per i francesi, i quali li trattavano con eccezionale ostilità. Lo stesso Napoleone ne definì i capi come "ce brigand Lützow, chef du corps de la Vengeance" (quei briganti Lützow, a capo di una banda di vendicatori).
Alla proclamazione dell'armistizio del 4 giugno-13 agosto 1813 il korps, affamati di vittoria contro l'odiato imperatore, entrò in profondità nelle linee nemiche e fu respinto in territorio tedesco (probabilmente grazie ad un salvacondotto francese), quando fu scoperto a violare i termini della pace. Il generale francese Fournier ordinò un attacco contro il korps, e rispondendo ad una richiesta di spiegazioni disse "Armistice pour tout le monde, excepté pour vous!" (armistizio per tutti tranne che per voi).
Il korps fu sciolto dopo il trattato di Parigi (1814). La fanteria fu convertita nel 25º reggimento (dal 5 novembre 1816 noti come 1º reggimento Reno) composto da 2419 uomini (82 ufficiali / 2337 soldati) organizzati in 1º, 2º e 3º battaglione guidati da Christian Friedrich Engel von Petersdorff (che era stato maggiore sotto Lützow). La cavalleria divenne il 6° Ulani guidato dallo stesso Lützow. Dopo il ritorno di Napoleone dall'isola d'Elba, entrambi i reggimenti combatterono le battaglie di Ligny e Waterloo durante i cento giorni. La composizione delle loro unità rimase unica, e portava ancora impressa l'impronta del Lützowsches Freikorps, soprattutto per il fatto di indossare gli stessi litewka e shakò neri.

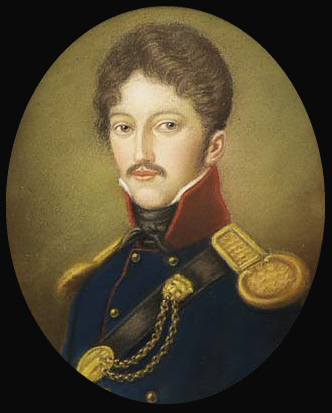
Theodor Körner (miniatura in pastello di Emma Körner, 1813)

## Retaggio
Nonostante la relativa piccola dimensione e la mancanza di successi militari, il korps divenne famoso dopo la guerra essendo l'unica unità dell'esercito composta da persone provenienti da tutta la Germania.
Per tutto il XIX secolo, questi freikorps anti-napoleonici furono lodati e glorificati dai nazionalisti tedeschi, ed attorno ai loro successi nacque un mito eroico. Dato che molti componenti del Lützowsches Freikorps presero parte al primo festival di Wartburg del 1817, chiedendo l'unità tedesca e riforme democratiche, i colori nero-rosso-oro formati dai vestiti neri, dai finimenti rossi e dai bottoni d'ottone rappresentarono in seguito gli ideali repubblicani e nazionalistici (il cosiddetto pangermanismo). Durante la Hambacher Fest del 1832 e la rivoluzione degli stati tedeschi del 1848, comparvero bandiere con questi tre colori. Questa combinazione cromatica, reminiscenza del Sacro Romano Impero (il cui stemma araldico raffigurava un'aquila nera su uno scudo d'oro, spesso con becco e zampe rossi), fu poi scelta nel 1919, e confermata nel 1949, come colore ufficiale nazionale della bandiera della Germania.
Dopo la sconfitta tedesca nella prima guerra mondiale, la leggenda fu ripresa da gruppi estremisti della Repubblica di Weimar i quali ne enfatizzavano il nazionalismo piuttosto che il repubblicanesimo. Di conseguenza, uno dei freikorps paramilitari attivi nel periodo della repubblica di Weimar prese il nome di Freikorps Lützow.

## Film
La storia del Lützowsches Freikorps è stata descritta in vari film storici:
- Was Steine erzählen (Germania 1925, diretto da Rudolf Randolf)
- Lützows wilde verwegene Jagd (Germania 1927, diretto da Richard Oswald)
- Theodor Körner (Germania 1932, diretto da Carl Boese)
- Lützower (Repubblica Democratica Tedesca 1972, diretto da Werner W. Wallroth)